# Khởi nghĩa ngày 9 tháng 9 năm 1944 ở Bulgaria
Lỗi Lua: bad argument #1 to 'lc' (string expected, got number).
Khởi nghĩa ngày 9 tháng 9 hay Cách mạng Xã hội chủ nghĩa ngày 9 tháng 9 hay Đảo chính ngày 9 tháng 9 là một sự kiện chính trị-quân sự mang tính bước ngoặt diễn ra ở Bulgaria ngày 9 tháng 9 năm 1944. Trong sự kiện này, lực lượng kháng chiến chống phát xít của Mặt trận Tổ quốc Bulgaria đã tiến hành khởi nghĩa lật đổ chính phủ thân Đức của thủ tướng K. V. Muraviev, thành lập chính phủ mới do K. S. Geogriev đứng đầu. Cuộc khởi nghĩa ngày 9 tháng 9 đã đem lại nhiều thay đổi quan trọng về kinh tế, xã hội và chính trị ở Bulgaria, trong đó trước nhất là Bulgaria hoàn toàn rời bỏ phe Trục và đứng vào hàng ngũ các nước Đồng Minh chống phát xít.

## Bối cảnh
Bulgaria chính thức tham gia phe Trục khi họ ký Hiệp ước Ba bên vào ngày 1 tháng 3 năm 1941, vào khoảng thời điểm người Đức xâm lược Hi Lạp và Nam Tư. Ngày 25 tháng 11 năm 1941, năm tháng sau khi Đức Quốc xã xâm lược Liên Xô, Bulgaria cũng tham gia Hiệp ước chống Quốc tế Cộng sản, chính thức tham chiến với Liên Xô. Tuy nhiên, do tình cảm tốt đẹp đối với Nga của người Bulgaria vẫn còn đáng kể, trong suốt thế chiến thứ hai chính phủ Bulgaria và bản thân vua Boris III đã cố tránh né việc tham gia trực tiếp vào cuộc chiến với Liên Xô, thậm chí họ còn không tuyên chiến với Liên Xô và duy trì quan hệ ngoại giao với nước này. Dù sao, việc quân đội Bulgaria chiếm đóng một phần Hy Lạp, Nam Tư và đàn áp phong trào khởi nghĩa ở đây đã giúp người Đức có thể rảnh rang tập trung vào cuộc chiến tranh Xô-Đức. Hải quân Bulgaria cũng có nhiều cuộc chạm súng nhỏ với hải quân Xô Viết, tỉ như ngày 6 tháng 12 năm 1941, đội thủy quân tuần tra Bulgaria đã đánh chìm một chiếc tàu ngầm Sh-204 của Liên Xô gần cảng Varna. Sau Trận Trân Châu Cảng, Đức Quốc xã cũng ép Bulgaria tuyên chiến với Anh và Hoa Kỳ - dù là trên danh nghĩa - vào ngày 13 tháng 12 năm 1941; điều này dẫn đến những cuộc oanh kích của không quân Anh-Mỹ vào lãnh thổ Bulgaria. Trong giai đoạn đầu của cuộc chiến, nước Đức Quốc xã và các đồng minh của nó chiếm thế thượng phong, bao vây Leningrad, đe dọa thủ đô Moskva và áp sát bờ Tây sông Volga. Tuy nhiên, sau các chiến thắng mang tính bước ngoặt của quân đội Liên Xô tại trận Stalingrad và trận Vòng cung Kursk, tình hình mặt trận Xô-Đức đã đảo ngược hoàn toàn. Từ tháng 7 năm 1943, quân đội Liên Xô đã liên tục phản công và đến năm 1944 về cơ bản đã giải phóng tuyệt đại bộ phận lãnh thổ Liên Xô, tiến vào lãnh thổ của Ba Lan và Rumani.
Trước việc quân Đức bị đẩy lui trên khắp các mặt trận và tình hình nội chính ngày càng xấu đi, vua Boris III đã tìm cách rời bỏ phe Trục và ký kết hòa ước với phe Đồng Minh. Đáng tiếc, nhà vua đột ngột qua đời do bệnh tim vào ngày 28 tháng 8 năm 1943 và để lại ngai vàng cho người con trai nhỏ tuổi cùng những nhiếp chính, những chính trị gia thân Đức. Họ đã thực hiện những chính sách ngược lại với Boris III, tự buộc chặt mình với chế độ Hitler bằng bất cứ giá nào. Tuy nhiên, chính phủ thân Đức này không tồn tại lâu. Tình hình chiến tranh mỗi lúc một xấu cho phe Trục, năm 1944 không quân Anh - Mỹ bắt đầu ném bom tàn phá thủ đô Sofia, và cuối cùng, đại thắng Iaşi-Chişinău của quân đội Liên Xô vào tháng 8 năm 1944 đã khiến Rumani từ bỏ phe phát xít và làm rúng động các quốc gia đồng minh của Đức Quốc xã. Trước các sự kiện bất lợi xảy ra dồn dập, thủ tướng cực hữu thân Đức Dobri Bozhilov phải từ chức và I. I. Bagryanov - một người có tư tưởng thân phương Tây - lên thay. Ngày 26 tháng 8, chính phủ Bagryanov tuyên bố trung lập, rút hết quân khỏi Hi Lạp, Nam Tư, hủy bỏ đạo luật bài Do Thái, yêu cầu ngưới Đức rút khỏi Bulgaria và cử sứ giả sang Ai Cập để điều đình với Anh và Hoa Kỳ. Tuy nhiên, chính phủ Bagryanov vẫn để cho quân Đức thuận lợi rút quân qua nước mình về Nam Tư, tiếp tục nuôi hy vọng sẽ được Đức Quốc xã cứu giúp và điều này đã không làm vừa lòng các quốc gia Đồng Minh, đặc biệt là Liên Xô. Trước súc ép mạnh mẽ của chính phủ Liên Xô và ngay cả chính giới trong nước, I. I. Bagryanov từ chức và ngày 2 tháng 9 K. M. Muraviev, cháu họ của nhà cách mạng A. S. Stamboliyski lên thay. Chính phủ Muraviev khôi phục lại các quyền tự do dân chủ của nhân dân Bulgaria, ân xá tù chính trị, giải tán mọi tổ chức phát xít và huyền chức Nhiếp chính Bogdan Filov. K. V. Muraviev còn ra lệnh tước vũ khí của các đơn vị quân Đức đi qua Bulgaria cũng như đóng quân tại Bulgaria, đồng thời hứa sẽ đàm phán với Anh, Mỹ để rút ra khỏi chiến tranh và tái lập mối quan hệ tin cậy với người Nga. Ngày 4 tháng 9, lực lượng cảnh sát ở Sofia đã liên lạc với các đại diện những tổ chức chính trị đối lập để tiến hành thương lượng. Tuy nhiên, việc tước vũ khí của quân đội Đức Quốc xã trên thực tế không được tiến hành nghiêm túc trong khi việc bắt liên lạc với các đồng minh Anh, Mỹ qua ngả Hi Lạp lại được xúc tiến thực hiện. Ngày 5 tháng 9, K. V. Muraviev quyết định tuyên chiến với nước Đức. Tuy nhiên, Bộ trưởng Chiến tranh I. K. Marinov cho đó là một sự vội vàng và đề nghị lui lại ba ngày để có thể rút các sư đoàn Bulgaria đang đóng tại Macedonia về nước nhằm tránh cuộc tấn công của quân Đức vào các sư đoàn. Các bộ trưởng Musharov và Burov cũng tán thành đề nghị này của I. K. Marinov để tránh cho quân đội Bulgaria khỏi những rủi ro. K. V. Muraviev buộc phải hoãn việc ra tuyên bố chiến tranh với Đức 72 giờ. Trong khi đó thì những người yêu nước Bulgaria chống phát xít đã hoàn tất mọi việc chuẩn bị cho cuộc khởi nghĩa nỏ ra vào ngày hôm sau.
Trong khi chính phủ Bulgaria lúng túng trước sự khống chế, bức bách của nước Đức Quốc xã và sức ép của các quốc gia Đồng Minh, nhân dân Bulgaria đã tỏ thái độ khác hẳn. Ngay từ năm 1944, trong nước đã diễn ra nhiều phong trào phản đối hành động xâm lược Liên Xô của Đức Quốc xã và dần dần các phong trào đó phát triển thành những cuộc đấu tranh vũ trang chống lại các thế lực phát xít. Từ mùa hè năm 1941 Đảng Cộng sản Bulgaria đã phát động cuộc chiến tranh du kích với quy mô trên khắp đất nước. Lực lượng du kích của Đảng Cộng sản nhanh chóng liên kết với các lực lượng vũ trang cánh tả và chống phát xít khác và đến tháng 7 năm 1942, các lực lượng này tập hợp lại dưới một Mặt trận Tổ quốc thống nhất với lực lượng vũ trang là Quân giải phóng Nhân dân Bulgaria. Đến tháng 9 năm 1944, lực lượng của quân giải phóng đã phát triển lên đến 13 liên đoàn du kích với 30.000 người, phối hợp chặt chẽ với các lực lượng du kích Nam Tư, Albania và Hy Lạp trong cuộc chiến tranh chống phát xít. Ngay trong quân đội Bulgaria, ảnh hưởng của Đảng Cộng sản cũng như Mặt trận Tổ quốc rất mạnh mẽ, đến ngày 9 tháng 9 thì các ủy ban của binh lính nhận được sự hỗ trợ mạnh của Mặt trận đã được thành lập tại 210 trong tổng số 250 đơn vị quân đội Bulgaria. Ngày 26 tháng 8, cùng thời gian Bulgaria tuyên bố trung lập, Ban Chấp hành Trung ương Đảng Cộng sản Bulgaria đã ban hành chỉ thị số 4 hoạch định kế hoạch hành động sắp tới là khởi nghĩa vũ trang, lật đổ chính quyền thân Đức.

## Diễn biến
Trước thái độ thiếu dứt khoát của chính phủ Muraviev đối với Đức Quốc xã cũng như thiếu nghiêm túc trong việc tước vũ khí và trục xuất quân đội Đức tại Bulgaria, ngày 5 tháng 9 năm 1944, Liên Xô tuyên bố chiến tranh với Bulgaria. Tuy nhiên, đến ngày 8 tháng 9, Phương diện quân Ukraina 3 (Liên Xô) mới vượt biên giới tiến vào lãnh thổ nước này. Cuộc tiến công của quân đội Liên Xô diễn ra cực kỳ thuận lợi và không gặp phải sự chống cự đáng kể nào. Ở nhiều cửa khẩu trên biên giới với Romania, các đơn vị quân đội Bulgaria đã tự động mở toang cánh cửa cho quân đội Liên Xô tiến vào và quay súng chống lại phát xít Đức. Đường hành quân của Phương diện quân Ukraina 3 được đón tiếp bằng những đoàn dân chúng đông đảo cùng với rừng cờ đỏ và hoa. Trong khi đó, chính phủ Muraviev lâm vào khủng hoảng thật sự. Từ ngày 6 tháng 9, các hoạt động bãi công, đình công và biểu tình của công nhân cũng như các tầng lớp nhân dân diễn ra khắp nơi. Đầu tiên là bãi công của công nhân mỏ Pernik, sau đó là công nhân xe điện ở Sofia, rồi tổng đình công ở Plovdiv và Gabrovo. Tại Pleven và Sliven, người dân nổi dậy phá nhà lao, giải phóng vô số tù chính trị. Tại nhiều nơi, người biểu tình đã đánh nhau với cảnh sát, gây nhiều thương vong cho cả hai bên. Mật vụ Gestapo đã tiến hành ám sát một số người lãnh đạo biểu tình, nhưng điều này càng tăng thêm sự phẫn nộ trong dân chúng. Cuộc biểu tình và đình công ngày 6 tháng 9 ở Sofia đã châm ngòi cho cuộc Cách mạng tháng 9 năm 1944 ở Bulgaria. Trước tình hình nguy kịch, ngày 7 tháng 9 chính phủ Muraviev tuyên bố hủy bỏ lệnh cấm các đảng phái, đặt tất cả các tổ chức phát xít ra ngoài vòng pháp luật, giải tán đội hiến binh của Đảng Quốc xã và giải tán quốc hội Bulgaria khóa 25. Chính phủ Muraviev cũng tuyên bố tịch thu tất cả các tài sản của nhà nước, các công ty, doanh nghiệp, công dân Đức tại Bulgaria và tuyên chiến với nước Đức Quốc xã. Tuy nhiên, tất cả đã quá muộn để có thể cứu vãn cho nội các Muraviev.

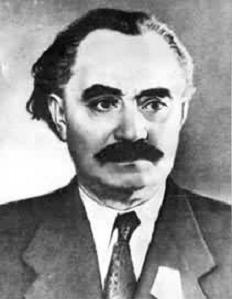
G. M. Dimitrov, Tổng bí thư Đảng Công nhân Bulgaria (cộng sản), một trong những người lãnh đạo chủ chốt của cuộc khởi nghĩa ngày 9 tháng 9 năm 1944 tại Bulgaria

Trong khi đó, ngay trong ngày 5 tháng 9, Ban Chấp hành Trung ương Đảng Cộng sản Bulgaria tổ chức một cuộc họp khẩn cấp để bàn về kế hoạch tổng khởi nghĩa nhằm "lật đổ chính phủ phát xít (ám chỉ chính phủ Muraviev) và thiết lập một chính quyền dân chủ nhân dân của Mặt trận Tổ quốc." Cuộc khởi nghĩa dự tính sẽ do các lực lượng du kích của Mặt trận tiến hành và giờ khởi sự là đêm ngày 8 rạng ngày 9 tháng 9 năm 1944 tại thủ đô Sofia. Về đấu tranh chính trị, họ quyết định sẽ mở rộng cuộc bãi công và biểu tình ở Sofia ra tất cả các thành phố lớn ở Bulgaria trong đó, trọng điểm là các thành phố Plovdiv, Tyrnovo, Vidin, Pleven, Vrattsa, Khaskovo và Gorna-Dzhumaya. Về đấu tranh vũ trang, các liên đoàn du kích có nhiệm vụ chặn đánh tất cả các đơn vị Đức và Bulgaria kéo đến đàn áp biểu tình, đồng thời đánh chiếm các mục tiêu chính trị, quân sự và kinh tế quan trọng trong các thành phố gồm các tòa thị chính, doanh trại quân đội, nhà ga, bến tàu, các kho hàng, tước vũ khí của các đơn vị hiến binh Bulgaria. Hội nghị cũng chuẩn bị sẵn một nội các mới để thay thế nội các của Konstantin Muraviev. Do Georgy Dimitrov lúc này đang ở Liên Xô để chuẩn bị đàm phán với I. V. Stalin về việc Bulgaria sẽ cho quân đội Liên Xô mượn đường qua lãnh thổ Bulgaria để tấn công quân Đức ở Nam Tư và Tây Romania nên hội nghị cũng bầu ra Ban lãnh đạo trong nước của khởi nghĩa gồm Todor Zhivkov, Stanko Todorov, Vladimir Bonev, Ivan Bonev. Thiếu tướng Ivan Krystev Marinov, Bộ trưởng Bộ chiến tranh của chính phủ Muraviev, một người ngả theo phe cách mạng được giao phụ trách các vấn đề quân sự ở miền Nam Bulgaria dưới sự giám sát của Dimityr Ganev, Ủy viên Bộ chính trị BRP(k). Tư lệnh Phương diện quân Ukraina 3, nguyên soái F. I. Tolbukhin, tư lệnh Tập đoàn quân 37, trung tướng M. N. Sharokhin, tư lệnh Tập đoàn quân 57, trung tướng N. A. Gagen đều được thông báo trước về kế hoạch các hoạt động khởi nghĩa và sẵn sàng phối hợp khi cần thiết.
Đêm ngày 8 rạng ngày 9 tháng 9 năm 1944, lực lượng khởi nghĩa bắt đầu hành động. Tại Sofia, Liên đoàn 1 du kích Bulgaria do Dobry Terpeshev đã bí mật rời dãy núi Vitosa đột nhập vào thành phố từ nửa đêm. Rạng sáng ngày 9 tháng 9, quân khởi nghĩa và người dân Sofia đã đánh chiếm phủ thủ tướng, trụ sở Bộ Chiến tranh, trụ sở Bộ Nội vụ, Đài phát thanh, Bưu điện trung tâm, Nhà máy điện, Nhà ga trung tâm Sofia, Sở cảnh sát Sofia, doanh trại hiến binh khu vực Sofia và nhiều mục tiêu quan trọng khác. Thủ tướng Bulgaria Konstantin Muravyev, toàn bộ Chính phủ Bulgaria, nhiếp chính triều đình Bulgaria, những người đứng đầu lực lượng cảnh sát, hiến binh và một số đơn vị quân đội đều bị quân khởi nghĩa bắt giữ. 6 giờ 25 phút sáng ngày 9 tháng 9, K. S. Geogriev, Thủ tướng mới của Bulgaria lên đài phát thanh tuyên bố về việc chính phủ K. M. Muraviev chấm dứt hoạt động và việc thành lập chính phủ mới của Mặt trận Tổ quốc.
| “                 | Với nhận thức đầy đủ về con đường đúng đắn cũng như sự thể hiện đầy đủ về ý chí của nhân dân, Mặt trận Tổ quốc trong thời điểm quyết định và tình hình khó khăn này sẽ đứng ra điều hành đất nước và cứu đất nước thoát khỏi sự diệt vong. | ” |
| — K. S. Geogriev, | |   |

Sau đó, quốc hội Bulgaria bị giải tán. Mặt trận Tổ Quốc Bulgaria đã lập ra chính phủ mới với thành phần tham gia gồm Đảng Cộng sản Bulgaria, Đảng Công nhân Dân chủ Xã hội Bulgaria, Đảng Nông dân Bulgaria "Liên minh các điền chủ" và một số thành viên của phong trào nông dân Zveno. Cụ thể, chính phủ mới bao gồm các thành viên sau đây:

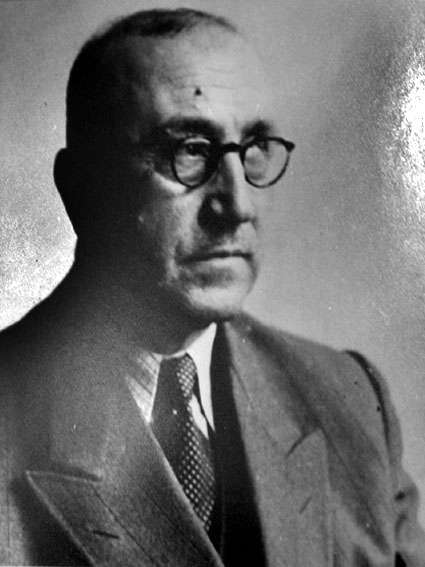
K. S. Georgyev, Thủ tướng đầu tiên của nền Cộng hòa Bulgaria thứ ba

- Thủ tướng: Kimon Stoyanov Georgiev, (Đảng trung dung), nguyên thủ tướng Bulgaria 1934-1935
- Bộ trưởng không bộ: Dobry Terpeshev, (BRP (k)) và Nikola Petkov, (Liên minh các điền chủ)
- Bộ trưởng Bộ Ngoại giao và Tôn giáo: Petko Staynov, (Đảng trung dung)
- Bộ trưởng Bộ Nội vụ: Anton Yugov, (BRP (k))
- Bộ trưởng Bộ Giáo dục: Giáo sư Stancho Cholakov, (Đảng trung dung).
- Bộ trưởng Bộ Tư pháp: Tiến sĩ Mincho Neychev, (BRP (k))
- Bộ trưởng Bộ Tài chính: Petko Stoyanov (không đảng phái).
- Bộ trưởng Bộ Chiến tranh: Thượng tướng Damian Velchev (Đảng trung dung)
- Bộ trưởng Bộ Công thương và lao động: Dimitar Neykov (Đảng Dân chủ xã hội)
- Bộ trưởng Bộ Nông nghiệp và quản lý công sản: Asen Pavlov (Liên minh các điền chủ)
- Bộ trưởng Bộ Giao thông công chính: Boris Bumbarov (Liên minh các điền chủ)
- Bộ trưởng Bộ Đường sắt, bưu chính và điện báo: Angel Darzhanski (Liên minh các điền chủ)
- Bộ trưởng Bộ Y tế: Tiến sĩ Racho Angelov (BRP(k))
- Bộ trưởng Bộ Các vấn đề xã hội: Gregory Cheshmedjiev (Đảng Dân chủ xã hội).
- Bộ trưởng Bộ Tuyên truyền: Dimo Kazasov (không đảng phái).
- Tổng tư lệnh quân đội: Thiếu tướng Ivan Krastev Marinov (không đảng phái).

Ngoài ra còn có ba thành viên không phải là Bộ trưởng được tham gia nội các theo một sắc lệnh của Hoàng tử Kiril gồm Giáo sư Dimitri Ganev (cựu thành viên của Đảng Cấp tiến) Tsvyatko Boboshevski (Đảng Nhân dân) và Todor Pavlov (BRP(k)).
Ngày 10 tháng 9, chính phủ mới giải tán bộ máy cảnh sát và hiến binh của chế độ cũ, thay thế cho họ là lực lượng dân vệ (militsiya) được tuyển lựa từ các liên đoàn du kích. Các trại tập trung tại Gonda, Enikyoy, Lebane và một số tỉnh khác cũng bị giải thể. 8.130 tù chính trị được giải phóng khỏi các nhà lao. Các tổ chức phát xít trong nước cũng bị thanh trừng.
Ở các nơi khác, trong thời gian trước và sau ngày 8 tháng 9, các lực lượng du kích Bulagrya và nhân dân địa phương cũng tiến hành khởi nghĩa, lật đổ các tổ chức, cơ quan chính quyền thân phát xít và phối hợp với quân đội Liên Xô chống lại quân Đức. Ngày 7 tháng 9, Liên đoàn 9 hoạt động tại tỉnh Shumen đã đánh chiếm thành phố Shumen và các thị trấn Tyrgovitse, Popvo. Ngày 8 tháng 9, Liên đoàn 10 hoạt động tại khu vực thành phố Varna đã phối hợp với Sư đoàn đổ bộ đường không 10 (Liên Xô), Lữ đoàn cơ giới cận vệ 15 thuộc Quân đoàn cơ giới cận vệ 4 và Hải quân đánh bộ của Hạm đội Biển Đen đánh chiếm thành phố cảng Varna, gọi hàng hơn 800 sĩ quan và bình sĩ Hải quân Bulgaria trên 12 hạm tàu của hải quân Bulgaria đang neo đậu tại cảng này. Trong cùng ngày đó, Liên đoàn 8 hoạt động tại tỉnh Gorno-Oryakhovski đã đánh chiếm thành phố Gorno-Oryakhovski, nhà ga đầu mối Tyrnovo và các thị trấn Gabrovo, Dryanovo, Elena, Sevlyevo, cắt đứt tuyến đường sắt từ Varna đi Sofia, bắt giữ nhiều đoàn tàu chở hàng hóa quân sự Đức đang từ Varna đi Sofia và Nam Tư tại các nhà ga Tyrnovo và Gorno-Oryakhovski. Phối hợp với Liên đoàn 8, Liên đoàn 11 hoạt động tại tỉnh Pleven cũng đánh chiếm thành phố Pleven và các thị trấn Pavlikeni, Lovech và Lukovitsa.
Ngày 9 tháng 9, Tập đoàn quân 37, hải quân đánh bộ của Hạm đội Biển Đen và quân của Liên đoàn du kích 6 hoạt động tại khu vực Yambol cùng tiến vào giải phóng thành phố cảng Burgas. Trong khi dân cư địa phương đem nho và táo ra thết đãi và tặng hoa các du kích quân Bulgaria cùng các chiến binh Liên Xô thì hải quân Đức đã cho nổ mìn đánh chìm các tàu chiến Đức đang neo đậu tai cảng. Các thủy binh Đức theo đường rừng bỏ trốn sang phía Tây nhưng chỉ đến Yambol, họ đã bị các chi đội du kích "Tổ quốc trên hết" và "Pyotr Momchilov" phối hợp với Lữ đoàn cơ giới cận vệ 13 (Quân đoàn cơ giới cận vệ 4) bao vây và bắt sống. Số tàn quân còn lại chạy về Staro-Zagorsk cũng bị Liên đoàn 5 du kích Bulgaria tóm gọn. Ở miền Nam Bulgaria, từ ngày 6 đến ngày 11 tháng 9, thực hiện Chỉ thị ngày 26 tháng 8 của Mặt trận Tổ quốc Bulgaria về Tổng khởi nghĩa, Liên đoàn 2 hoạt động tại thành phố Plovdiv, Liên đoàn 7 hoạt động tại tỉnh Khashkovo và Liên đoàn 4 hoạt động tại tỉnh Gorno-Dzhymaska cũng thực hiện nhiều trận tấn công vào các đơn vị quân Đức và quân chính phủ Bulgaria, đánh chiếm các thành phố Plovdiv, Gorno-Dzhymaska, Khashkovo, giải phóng hơn 30 khu dân cư.
Ở nhiều khu vực, cuộc khởi nghĩa diễn ra thuận lợi và không gặp sự chống cự của chính quyền cũ, tuy nhiên ở nhiều nơi khác thì tình hình lại diễn biến rất ác liệt. Ngày 7 tháng 9, Hơn 2.000 công nhân đường sắt và thợ mỏ ở Pernik, cách Sofia 30 km về phía Tây đã đình công. chính quyền thân Đức tại đây đã điều đội hiến binh đến đàn áp, bắn chết 6 công nhân và làm bị thương 13 người. Ngày 8 tháng 9, Liên đoàn 1 du kích Bulgaria đã điều Lữ đoàn 4 mang tên "Cách mạng Sofia" đến yểm hộ cho những người khởi nghĩa, nhanh chóng tiêu diệt Tiểu đoàn hiến binh 3 Sofia. Tại Plovdiv và Gabrovo, những người biểu tình và quân du kích của các liên đoàn 2 và 8 đã đánh chiếm tòa thị chính, sở điện báo, nhà ga. Tại các tỉnh Pleven, Varna, Sliven, quân của các liên đoàn du kích 10 và 11 đã phá vỡ các nhà tù, giải thoát hàng nghìn tù nhân. Cuộc khởi nghĩa tại Haskovo đã biến thành một cuộc đụng độ vũ trang nghiêm trọng. Viên chỉ huy Trung đoàn pháo binh 2 Bulgaria đã chỉ huy quân của mình dùng vũ khí chống lại Liên đoàn 7 du kích Bulgaria. Đến ngày 12 tháng 9, Liên đoàn 7 với sự trợ giúp của Lữ đoàn "Georgi Dimitrov" số 2 thuộc Liên đoàn 5 mới chiếm được pháo đài Haskovo. 7 sĩ quan pháo binh Bulgaria chỉ huy trung đoàn này đã bị xử bắn. Haskovo là khu vực cuối cùng lọt vào quyền kiểm soát của nghĩa quân.
Đến đây, về cơ bản quân khởi nghĩa đã làm chủ được hoàn toàn đất nước, tuy nhiên tàn tích của các tổ chức phát xít Bulgaria vẫn còn đó và an ninh trong đất nước Bulgaria vẫn chưa được bảo đảm. Trong tháng 9 năm 1944, một bộ phận quân đội Bulgaria đã chạy theo phát xít Đức khỏi đất nước và nhóm này được tổ chức thành Trung đoàn bộ binh xung kích Waffen SS Bulagria số 1 với quân số hơn 700 người. Trong nước, các tổ chức phát xít tiếp tục tổ chức nhiều hoạt động khủng bố, ám sát, phá hoại; trong khi lực lượng an ninh Bulgaria do còn chưa thiết lập hoàn chỉnh nên xử lý các sự vụ này có phần lúng túng. Tư lệnh Phương diện quân Ukraina 3, Nguyên soái F. I. Tolbukhin đã phải cử Cục trưởng cục an ninh tình báo của Phương diện quân Ivan Vinarov và tham mưu trưởng S. S. Biryuzov đến Sofia để trực tiếp nắm tình hình. Không lâu sau đó, Bộ Tổng tham mưu quân đội Liên Xô gửi điện hỏa tốc tới phương diện quân yêu cầu khẩn cấp truy bắt các tùy viên quân sự cùng toàn bộ đoàn ngoại giao Đức Quốc xã tại Bulgaria (lúc này đã bỏ trốn) vì có rất nhiều khả năng người Đức vẫn đang dùng bộ máy đó để chỉ đạo các hoạt động phá hoại ngầm ở Bulgaria. Cuối vùng, sau một ngày truy lùng ráo riết, 15 giờ chiều ngày 15 tháng 9 toàn bộ phái đoàn Đức cùng các nhân viên ngoại giao của chính phủ Mussolini bị tóm gọn tại nhà ga Rakovsky. Sau vụ bắt giữ này, bộ máy gián điệp và phá hoại ngầm của quân Đức ở Bulgaria lần lượt bị bóc gỡ. Ngày 26 tháng 9, sau khi tình hình đã được ổn định Đại bản doanh Bộ Tổng Tư lệnh tối cáo (STAVKA) gửi điện cho tư lệnh Phương diện quân Ukraina 3 yêu cầu ngưng hết tất cả các vụ bắt bớ ở Bulgaria.

## Kết quả, đánh giá và ảnh hưởng

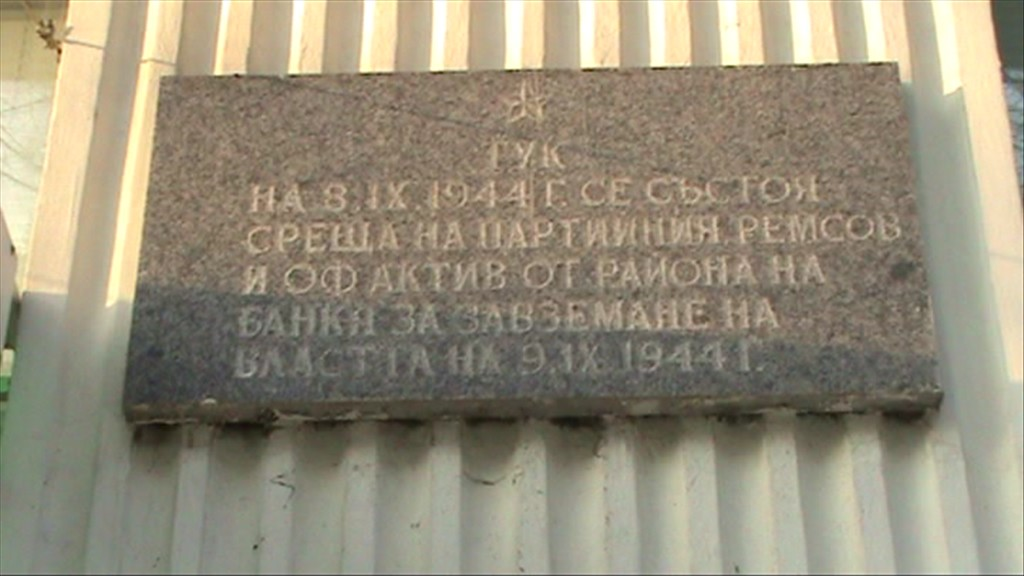
Bia tưởng niệm khởi nghĩa ngày 9 tháng 9 tại Bankya.

Cuộc khởi nghĩa ngày 9 tháng 9 năm 1944 đã đem lại nhiều thay đổi lớn cho nền chính trị và xã hội của Bulgaria đương thời. Trong đó, trước nhất là các thế lực thân phát xít đã bị đánh đổ và bị thanh trừng, nhường chỗ cho chính phủ dân tộc dân chủ do Mặt trận Tổ quốc và Đảng Cộng sản Bulgaria đứng đầu. Ngay sau khi lật đổ được chế độ cũ, chính phủ Bulgaria nhanh chóng xúc tiến việc ký hòa ước, thiết lập quan hệ thân thiện với Liên Xô và các nước thuộc phe Đồng Minh và tiến hành cuộc chiến chống lại phát xít Đức. Quân đội Bulgaria cũng rút hết khỏi các vùng lãnh thổ mà họ chiếm đóng của Hy Lạp, Nam Tư và xúc tiến các hoạt động hòa giải với lực lượng kháng chiến của các quốc gia này. Sau chiến tranh, Bulgaria cũng trả lại tất cả các vùng đất của các nước láng giềng mà Đức Quốc xã đã cắt cho họ, tuy nhiên người Bulgaria vẫn được giữ lại vùng Nam Dobruja tại khu vực cửa sông Danub.
Ngày 28 tháng 10 năm 1944, hiệp ước đình chiến giữa Bulgaria và các nước đồng minh Anh. Mỹ, Liên Xô được ký kết ở Moskva. Cùng ngày, một hiệp định song phương giữa Liên Xô và Bulgaria cũng được ký kết. Theo đó, Liên Xô sẽ viện trợ về vũ khí và trang bị cho Bulgaria để họ thành lập một quân đội mới có đủ sức mạnh tham chiến trong cuộc chiến tranh chống phát xít. Từ tháng 10 năm 1944 đến khi chiến tranh kết thúc, Quân đội Bulgaria đã nhận được nhiều trang bị kỹ thuật, vũ khí, khí tài và các phương tiện vật tư bảo đảm gồm: 344 máy bay (trong đó có 120 chiếc Yak-3, 120 chiếc IL-2, 96 chiếc Pe-2), 65 xe tăng T-34, 410 pháo nòng dài, 155 lựu pháo, 280 pháo chống tăng, 370 súng cối, 18.800 súng trường, 10.615 tiểu liên, 1.270 trung liên, 420 đại liên, 369 điện đài, 2.572 điện thoại, 370 xe ô tô và hơn 4 triệu viên đạn các loại. Cơ quan hậu cần của Phương diện quân Ukraina 3 đã cung cấp cho quân đội Bulgaria 20.000 mét vải và 5.000 đôi giày để trang bị cho sĩ quan và binh sĩ quân đội Bulgaria, cung cấp hơn 3.000 tấn nhiên liệu các loại để vận hành các xe tăng, máy kéo, ô tô và các khí tài hạng nặng khác. Liên Xô đã cử các cố vấn quân sự đến giúp đỡ cho việc tái xây dựng quân đội Bulgaria. Những tướng lĩnh, sĩ quan bị thanh trừng do tham gia khởi nghĩa chống lại vua Boris III hay do có tư tưởng chống phát xít cũng được triệu tập vào quân đội. Các sĩ quan, hạ sị quan thân phát xít đều bị loại bỏ. Ngày 12 tháng 10, tập đoàn quân Bulgaria số 1 với quân số 72.000 người được thành lập, sau đó các tập đoàn quân số 2, 4 cũng được thành lập với tổng quân số lên đến 474.000 người. Quân đội Bulagrya đã tham chiến trong các trận đánh ở Nam Tư, Hungary, Áo, trong đó có trận giải phóng Beograd, trận phòng ngự hồ Balaton và tham gia cùng với các lực lượng du kích Nam Tư giải phóng các thành phố Kumanovo, Skopje, Kosovo, Polje... Đã có 32.000 binh sĩ Bulagrya hi sinh và bị thương trong cuộc chiến chống lại các thế lực phát xít. 360 sĩ quan và binh sị Bulgaria được trao thưởng các huân, huy chương và 120.000 quân nhân được trao huy chương "Vì Chiến thắng trước Đức Quốc xã trong Cuộc chiến tranh vệ quốc vĩ đại 1941-1945. ".
Cuộc khởi nghĩa tháng 9 năm 1944 cũng đưa Mặt trận Tổ quốc và người lãnh đạo nó, Đảng Cộng sản Bulgaria vào vị trí lãnh đạo đất nước này. Từ năm 1944 cho tới sau chiến tranh, Đảng Cộng sản Bulgaria đã ra sức củng cố vị trí, thế đứng của mình trong chính phủ, đất nước và đánh bại các đối thủ chính trị khác cũng như các thế lực muốn chống lại Mặt trận Tổ quốc. Nhiều người đã bị bắt giữ và bị kết án trong các phiên tòa của Tòa án Nhân dân. Theo một số tài liệu, ước tính có 20.000-40.000 người bị thanh trừng vì bị quy tội chống lại chính quyền nhân dân và chống lại cách mạng.

## Trong văn hoá đại chúng
Sự kiện đã được tái hiện lại trong bộ phim Trên từng cây số, sản xuất năm 1969, với sự tham gia vai chính của diễn viên Stefan Danailov.

### Cước chú
1. ↑  Chính phủ Muraviev đến lúc này vẫn chưa đình chiến với phe Đồng Minh; điều này đặt Bulgaria vào một vị trí rất kỳ lạ là trong tình trạng chiến tranh với hai phe đối lập nhau.